# ناحیه ایلینوی (شهرستان واشینگتن، آرکانزاس)
ناحیه ایلینوی، شهرستان واشینگتن، آرکانزاس (به انگلیسی: Illinois Township) یک منطقهٔ مسکونی در ایالات متحده آمریکا است که در شهرستان واشینگتن، آرکانزاس واقع شده‌است. ناحیه ایلینوی ۶۵۵ نفر جمعیت دارد و ۳۴۴ متر بالاتر از سطح دریا واقع شده‌است.